# Josh Norman
Joshua Ricardo "Josh" Norman (nacido el 15 de diciembre de 1987) es un jugador profesional de fútbol americano estadounidense que juega en la posición de cornerback y actualmente juega en los Buffalo Bills.

## Biografía
Norman asistió a Greenwood High School, donde coincidió con su futuro compañero en los Panthers, Armanti Edwards. En 2006, fue el único futbolista que jugaba ambos defensa y ofensa en su equipo que ganó el campeonato estatal de Carolina del Sur.
Tras su paso por el instituto, Norman tomó cursos en Horry Georgetown Tech mientras vivía con su hermano Marrio, quien se ganó una beca en Coastal Carolina.

## Carrera

### Carolina Panthers
Norman fue seleccionado por los Carolina Panthers en la quinta ronda (puesto 143) del draft de 2012. Norman firmó un contrato de cuatro años por $2.3 millones.
El 20 de abril de 2016, los Panthers le retiraron la etiqueta de jugador franquicia al no llegar ambas partes a un acuerdo para renovarle. Tras esto, Norman quedó como agente libre sin restricciones.
Con los Panthers, Norman ha ganado tres títulos de división consecutivos, un campeonato de la NFC y ha llegado hasta la Super Bowl 50, donde perdió antes los Denver Broncos por 24-10.

### Washington Redskins
El 22 de abril de 2016, dos días después de ser cortado por los Panthers, Norman firmó un contrato de cinco años por $75 millones con los Washington Redskins. Este hecho hizo que fuera el mayor contrato firmado por un cornerback en la historia de la NFL, superando al firmado por Darrelle Revis con los New York Jets, en 2015.

### Buffalo Bills
En marzo de 2020, los Buffalo Bills firmaron a Norman con un contrato de un año y $6 millones que incluyó $3 millones garantizados y un bono por firmar de $1.5 millones. Fue colocado en la lista de reservas de lesionados el 12 de septiembre de 2020, y fue activado el 3 de octubre de 2020. En su debut con los Bills contra los Las Vegas Raiders, Norman entró en reemplazo del lesionado Levi Wallace. Norman forzó un balón suelto al tight end Darren Waller en el último cuarto y recuperó el balón él mismo, iniciando una ofensiva de los Bills que terminaría en anotación para ganar el encuentro por 30-23.

## Estadísticas

### Temporada regular
|  | Seleccionado al Pro Bowl |

| Año   | Equipo | Juegos | Juegos | Tacleadas | Tacleadas | Tacleadas | Tacleadas | Intercepciones | Intercepciones | Intercepciones | Intercepciones | Intercepciones | Intercepciones | Balones sueltos | Balones sueltos | Balones sueltos | Balones sueltos |
| Año   | Equipo | GP     | GS     | Comb      | Total     | Ast       | Sck       | PDef           | Int            | Yds            | Avg            | Lng            | TDs            | FF              | FR              | Yds             | TDs             |
| ----- | ------ | ------ | ------ | --------- | --------- | --------- | --------- | -------------- | -------------- | -------------- | -------------- | -------------- | -------------- | --------------- | --------------- | --------------- | --------------- |
| 2012  | CAR    | 16     | 12     | 73        | 52        | 21        | 0.0       | 7              | 1              | 2              | 2.0            | 2              | 0              | 0               | 0               | --              | --              |
| 2013  | CAR    | 7      | 0      | 4         | 3         | 1         | 0.0       | 0              | --             | --             | --             | --             | --             | 0               | 0               | --              | --              |
| 2014  | CAR    | 14     | 10     | 48        | 36        | 12        | 0.0       | 11             | 2              | 60             | 30.0           | 33             | 0              | 1               | 1               | 0               | 0               |
| 2015  | CAR    | 16     | 16     | 56        | 48        | 8         | 0.0       | 18             | 4              | 110            | 27.5           | 46             | 2              | 3               | 2               | 12              | 0               |
| 2016  | WAS    | 16     | 16     | 67        | 52        | 15        | 0.0       | 19             | 3              | 38             | 12.7           | 35             | 0              | 2               | 0               | --              | --              |
| 2017  | WAS    | 14     | 14     | 64        | 47        | 17        | 0.0       | 9              | --             | --             | --             | --             | --             | 2               | 1               | 0               | 0               |
| 2018  | WAS    | 16     | 16     | 64        | 40        | 24        | 0.0       | 9              | 3              | 79             | 26.3           | 40             | 0              | 3               | 1               | 0               | 0               |
| 2019  | WAS    | 12     | 8      | 40        | 33        | 7         | 1.0       | 6              | 1              | 2              | 2.0            | 2              | 0              | 1               | 0               | --              | --              |
| 2020  | BUF    | 9      | 3      | 24        | 21        | 3         | 0.0       | 4              | 1              | 16             | 16.0           | 16             | 1              | 1               | 2               | 7               | 0               |
| Total | Total  | 120    | 95     | 440       | 332       | 108       | 1.0       | 83             | 15             | 307            | 20.5           | 46             | 3              | 13              | 7               | 19              | 0               |

Fuente: Pro-Football-Reference.com

## Vida personal
Durante su tiempo con los Redskins, Norman apareció en varios comerciales de concesionarios locales, junto a sus compañeros de equipo Kirk Cousins y Ryan Kerrigan. En septiembre de 2017, Norman donó $100,000 dólares para los esfuerzos de recuperación luego de la devastación que Puerto Rico recibió luego de que el huracán María afectara al país a principios de ese mes.
En abril de 2018, Norman fue anunciado como una de las celebridades que competirán en la temporada 26 de Dancing with the Stars. Él está emparejado con la bailarina profesional Sharna Burgess. La pareja llegó a la final y terminó en el segundo puesto.